# Fossundecima konecniorum
Fossundecima konecniorum är en ringmaskart som beskrevs av Thompson 1979. Fossundecima konecniorum ingår i släktet Fossundecima, klassen havsborstmaskar, fylumet ringmaskar och riket djur. Inga underarter finns listade i Catalogue of Life.